# シッダ医学
シッダ医学（シッダいがく）とは、南インド、主にタミル地方に伝わる伝統医学である。タミル語では「スィッタ・マルンドゥ」「スィッタ・マルットヴァム」、もしくは「スィッタ・ヴァイッディヤム」。
13世紀頃にはその存在が確認される南インドのシヴァ派のスィッタルたちが発展させたものだとされるが、現在に伝わるシッダ医学が彼らの貢献によるものだという確証はない。

## 五元素
シッダ医学は、全ての存在が5つの要素でできており、それらは“見えない存在”が“見える存在”として現れていると考える。
その5つの要素とは
1. 空間（動かないもの、どこまでも広がるもの、時間）
2. 水（冷たいもの、ぬるぬるしているもの、やわらかいもの、色がないもの、液体）
3. 火（熱いもの、色を与えるもの、見えないもの、乾いているもの）
4. 風（乾いているもの、重さが無いもの、動きを与えるもの、呼吸）
5. 地（動かないもの、重いもの、荒いもの）

であり、全ての存在がこの五元素により構成されているとする。